# De Nekst Best
De Nekst Best – debiutancki album polskiego rapera o pseudonimie VNM. Został wydany 17 stycznia 2011 roku nakładem wytwórni Prosto.
Gościnnie występują Pezet, Mes, Pyskaty czy członek zespołu Molesta Ewenement – Włodi. Produkcją zajęli się Czarny HIFI, RX czy DJ 600V. Album promowany jest utworem „To mój czas” do którego powstał teledysk. Płyta zadebiutowała na 5. miejscu listy OLiS w Polsce.

## Lista utworów
Opracowano na podstawie materiału źródłowego.
| #  | Tytuł                                               | Produkcja                | Czas |
| -- | --------------------------------------------------- | ------------------------ | ---- |
| 1  | „To mój czas”                                       | Yogoorth, cuty: DJ Medyk | 3:16 |
| 2  | „Flaj”                                              | DJ 600V                  | 4:00 |
| 3  | "Chora ambicja" (gościnnie: Tomson)                 | Czarny HIFI              | 4:54 |
| 4  | "Cypher" (gościnnie: Mes, Pezet, Pyskaty)           | Kazzushi, cuty: DJ Medyk | 3:54 |
| 5  | „Widzę ich”                                         | RX                       | 4:01 |
| 6  | „Mikrofon 2"                                        | Denver                   | 5:16 |
| 7  | „Róże betonu” (gościnnie: Włodi)                    | Kudel, cuty: DJ Kebs     | 3:00 |
| 8  | „Skąd spadli”                                       | Kazzushi                 | 3:32 |
| 9  | „Podziemie”                                         | Donde                    | 4:03 |
| 10 | „Oltajmerz” (gościnnie: Niger, Boxi)                | Kudel                    | 5:01 |
| 11 | „Flesze” (gościnnie: Nata)                          | RX                       | 4:01 |
| 12 | "Nic nie przychodzi łatwo" (gościnnie: Diox, Hades) | Kudel                    | 3:40 |
| 13 | „Lawa”                                              | Kazzushi                 | 3:31 |
| 14 | „K2"                                                | Resbit                   | 3:12 |
| 15 | „Nie mów”                                           | Kazzushi                 | 3:52 |
| 16 | „Placek z haszem (grube jointy)” (utwór dodatkowy)  | DJ 600V                  | 3:28 |